# Lunel
Lunel é uma comuna francesa na região administrativa de Occitânia, no departamento de Hérault. Estende-se por uma área de 23,9 km². Em 2010 a comuna tinha 26 522 habitantes (densidade: 1 109,7 hab./km²).
Lista dos Senhores de Lunel
- D. Afonso de Lacerda, senhor de Lunel, (1289 - ?).
- D. Maria de Lacerda, senhora de Lunel, (1319 - ?).